# Carl Joseph Toeschi
Carl Joseph Toeschi, także Carlo Giuseppe Toeschi (ochrzczony 11 listopada 1731 w Ludwigsburgu, zm. 12 kwietnia 1788 w Monachium) – niemiecki skrzypek i kompozytor pochodzenia włoskiego.

## Życiorys
Syn Alessandra. Był uczniem Johanna Stamitza i Antona Filtza. Od 1752 roku był członkiem orkiestry dworskiej w Mannheimie, w 1759 roku objął stanowisko jej koncertmistrza. W 1774 roku otrzymał tytuł Kabinetts-Musikdirektor. W latach 60. XVIII wieku wielokrotnie podróżował do Paryża. Spotykał się w Mannheimie z W.A. Mozartem (1763 i 1777/1778) oraz Ch.W. Gluckiem (1774). W 1778 roku przeniósł się wraz z dworem książęcym do Monachium.
Należał do czołowych reprezentantów szkoły mannheimskiej. W zakresie kompozycji nie był nowatorem, umiejętnie wykorzystując dotychczasowy dorobek muzyki niemieckiej. Za życia ceniony był w Europie jako kompozytor, przede wszystkim symfonik, oraz koncertujący skrzypek. Jego twórczość obejmuje ponad 60 symfonii, 30 koncertów instrumentalnych, 32 balety, 6 kwartetów fletowych, 3 sekstety, 5 sonat triowych, 18 duetów, a także dzieła religijne. Symfonie Toeschiego pod względem formy stanowią przykład etapu pośredniego między muzyką baroku a klasycyzmu.